# Епархия Ловича
 Епархия Ловича  (лат. Dioecesis Lovicensis) — епархия Римско-Католической церкви с центром в городе Лович, Польша. Епархия Ловича входит в митрополию Лодзи. Кафедральным собором епархии Ловича является Собор Успения Пресвятой Девы Марии и святого Николая.

## История
25 марта 1992 года Римский папа Иоанн Павел II издал буллу Totus tuus Poloniae populus, которой учредил епархию Ловича, выделив её из архиепархии Лодзи, архиепархии Варшавы и епархии Плоцка.

## Ординарии епархии
- епископ Алоизий Оршулик (25.03.1992 — 22.05.2004);
- епископ Анджей Францишек Дзюба (27.03.2004 — по настоящее время).

## Источник
- Annuario Pontificio, Libreria Editrice Vaticana, Città del Vaticano, 2003, ISBN 88-209-7422-3
- Булла Totus Tuus Poloniae populus, AAS 84 (1992), стp. 1099  (лат.)